# Beaumetz-lès-Cambrai
Beaumetz-lès-Cambrai ist eine französische Gemeinde im Département Pas-de-Calais in der Region Hauts-de-France. Sie gehört zum Kanton Bapaume im Arrondissement Arras.

## Lage
Die Gemeinde Beaumetz-lès-Cambrai liegt an der Grenze zu einer Exklave des Départements Nord, 18 Kilometer westsüdwestlich von Cambrai und 21 Kilometer südöstlich von Arras. Nachbargemeinden von Beaumetz-lès-Cambrai sind Lagnicourt-Marcel im Norden, Quéant und Pronville-en-Artois im Nordosten, Doignies im Osten, Hermies im Südosten Bertincourt, Vélu und Lebucquière im Süden, Beugny im Westen sowie Morchies im Nordwesten.

## Bevölkerungsentwicklung
| Jahr                       | 1962 | 1968 | 1975 | 1982 | 1990 | 1999 | 2011 | 2022 |
| -------------------------- | ---- | ---- | ---- | ---- | ---- | ---- | ---- | ---- |
| Einwohner                  | 582  | 566  | 536  | 482  | 516  | 541  | 607  | 536  |
| Quellen: Cassini und INSEE |      |      |      |      |      |      |      |      |

## Sehenswürdigkeiten
- Kirche Saint-Géry
- Kapelle und zwei Oratorien
- Wasserturm
- zwei Soldatenfriedhöfe des Commonwealth

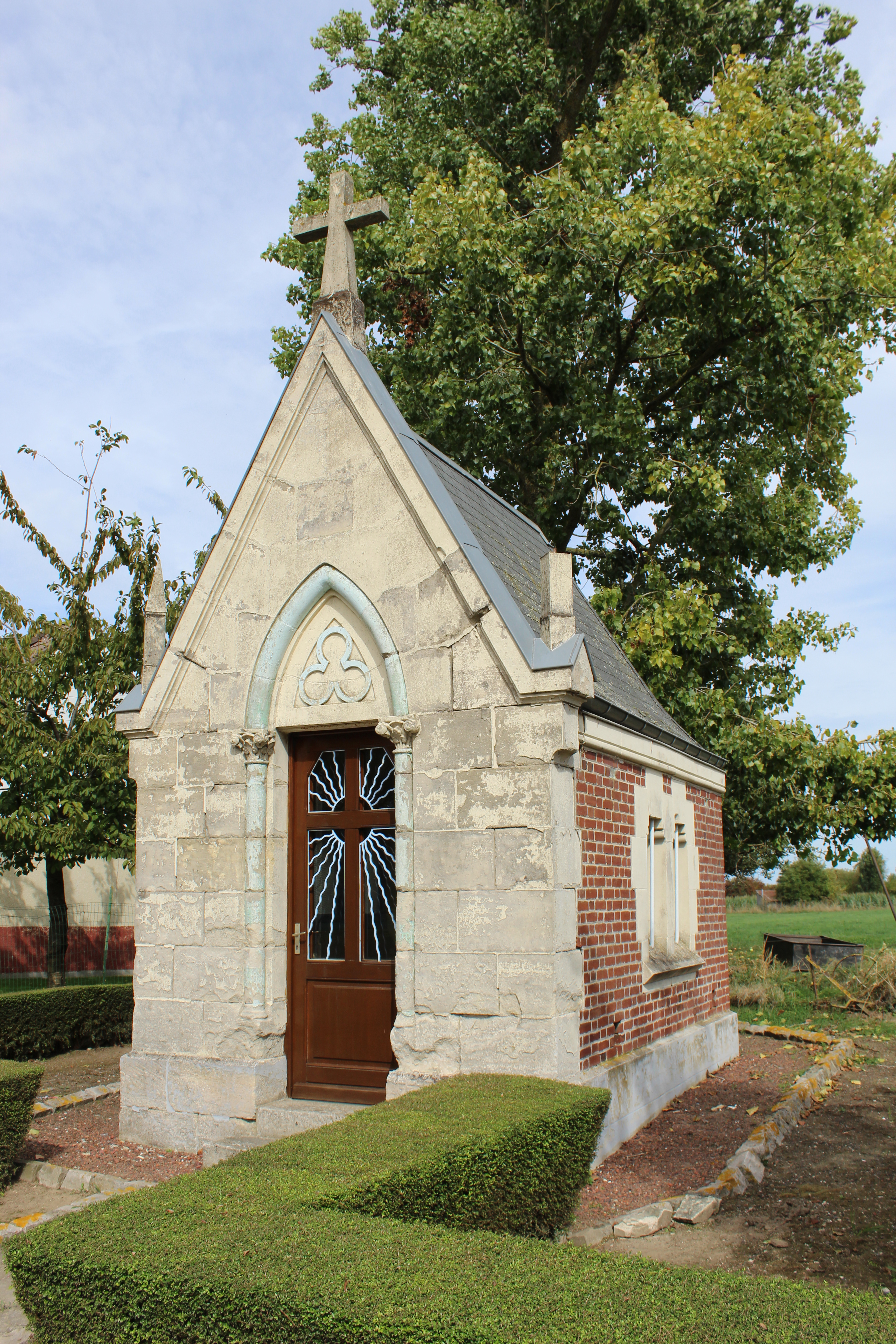
Kapelle
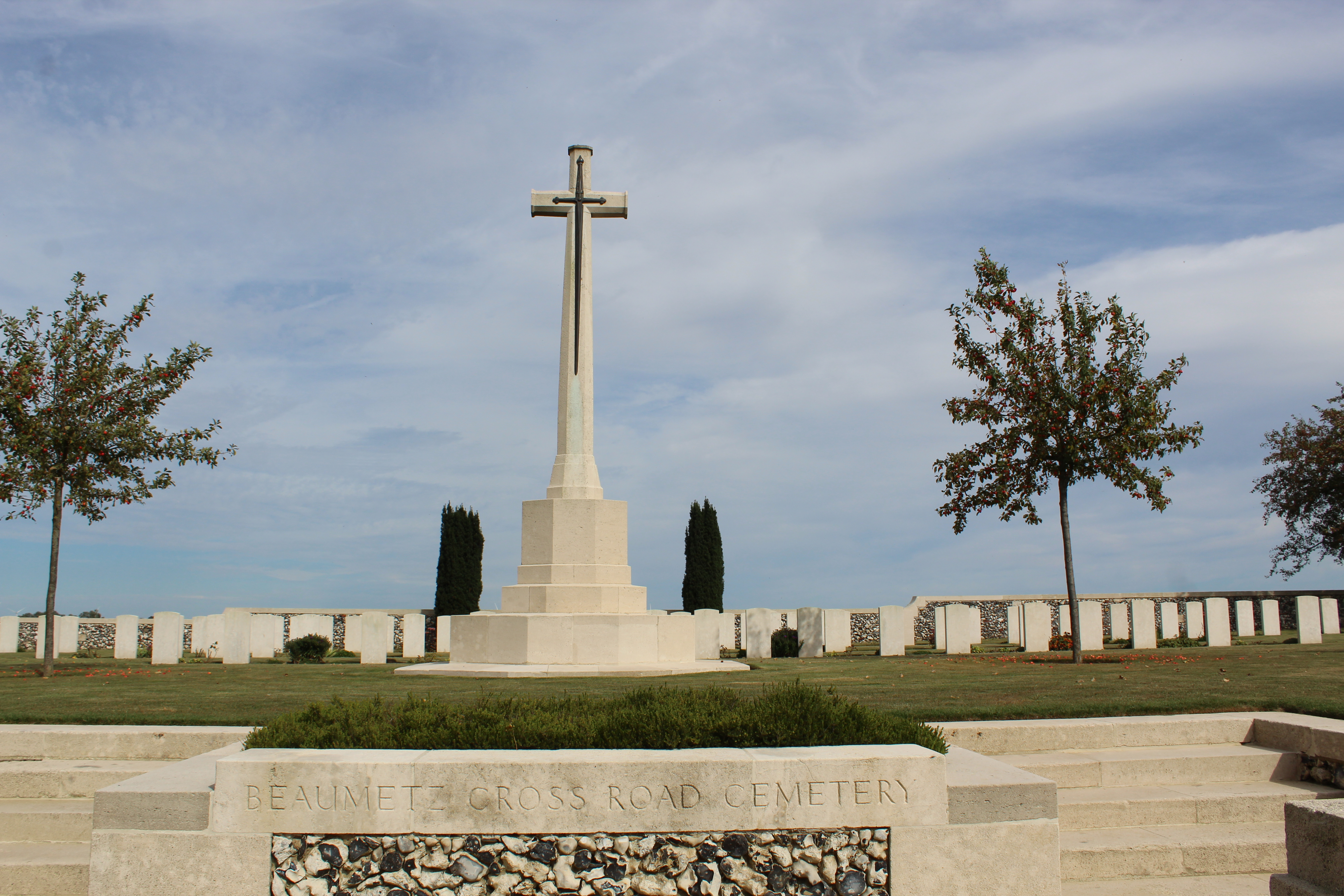
Soldatenfriedhof „Cross Roads Cemetery“
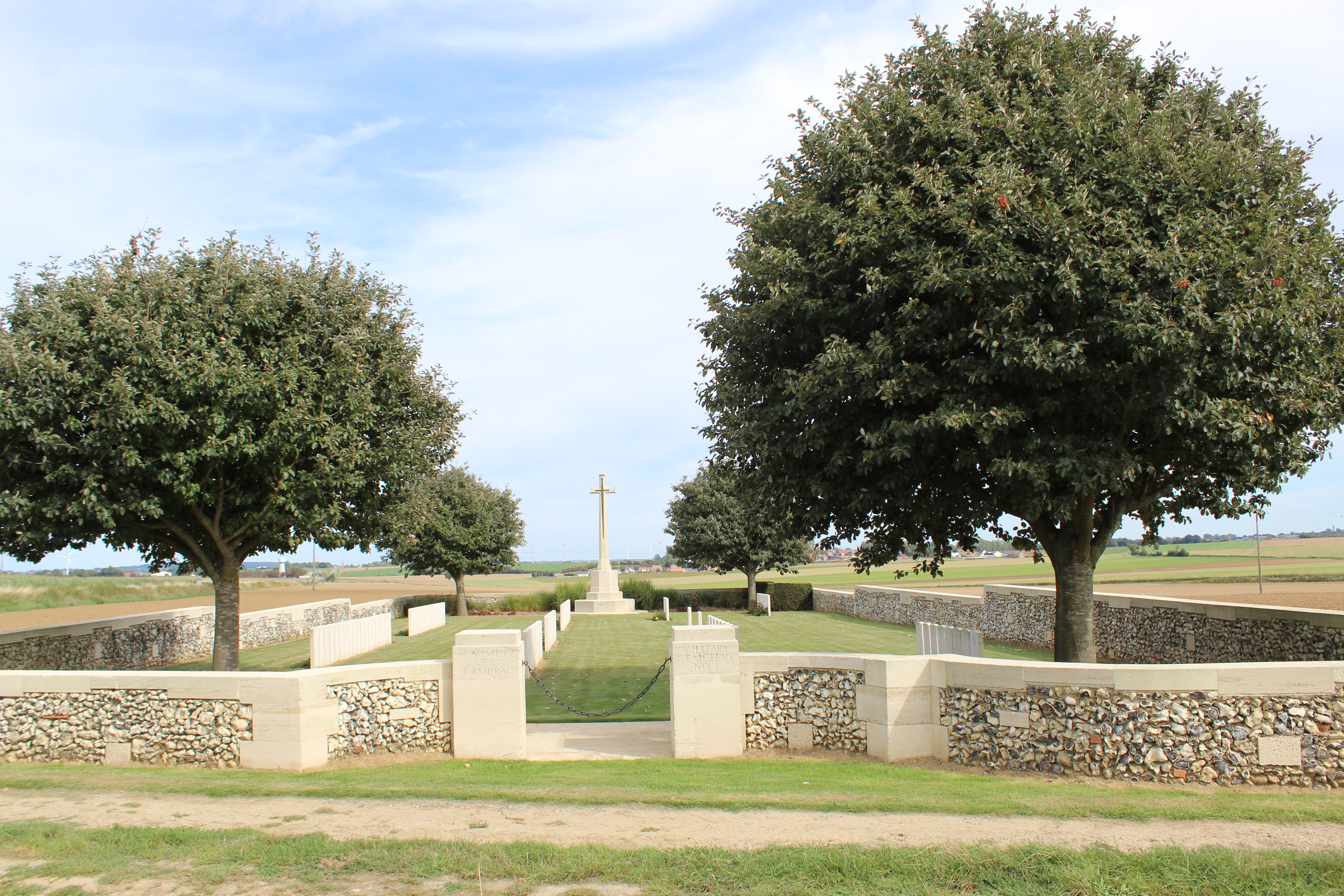
Militärfriedhof Nr. 1